# FC 알라슈케르트
FC 알라슈케르트(아르메니아어: Ալաշկերտ Ֆուտբոլային Ակումբ)는 아르메니아 예레반을 연고로 하는 축구 클럽이다. 이 팀은 1990년에 마르투니를 연고로 하는 클럽으로 창단되었으며 2011년에 연고지를 예레반으로 이전했다. 현재는 아르메니아 프리미어리그에 참가하고 있다.

## 성적
- 아르메니아 프리미어리그 4회 우승 (2015/16, 2016/17, 2017/18, 2020/21)

## 선수 명단

### 현역
- 타론 보스칸얀(2018 ~ )
- 치아구 카메타(2019 ~ 2022, 2023 ~ )
- 바이마르 앙굴로 모스케라(2023 ~ )

## 같이 보기
- 아르메니아 축구 연맹